# Maciej Górski (polityk)
Maciej Górski (ur. 23 września 1983 w Węgrowie) – polski polityk i samorządowiec, poseł na Sejm IX kadencji, senator XI kadencji.

## Życiorys
Syn Henryka i Janiny. Zamieszkał w Górkach-Grubakach. W 2007 uzyskał magisterium z socjologii na Uniwersytecie Kardynała Stefana Wyszyńskiego w Warszawie. Od 2007 pracował w Mazowieckim Oddziale Regionalnym Agencji Restrukturyzacji i Modernizacji Rolnictwa, gdzie doszedł do stanowiska wicedyrektora. W 2011 zaczął również prowadzić gospodarstwo rolne.
Zaangażował się w działalność polityczną w ramach Prawa i Sprawiedliwości, został członkiem jego zarządu w powiecie węgrowskim. W 2014 wybrano go do rady powiatu węgrowskiego, a w 2018 do sejmiku mazowieckiego. W wyborach parlamentarnych w 2019 uzyskał mandat posła na Sejm IX kadencji w okręgu siedleckim (zdobył 5206 głosów).
W 2023 był kandydatem PiS do Senatu w okręgu nr 47. Został wybrany do wyższej izby polskiego parlamentu, zdobywając 96 148 głosów.